# 平松礼二
平松 礼二（ひらまつ れいじ、1941年9月3日 - ）は、日本画家。本名：平松邦夫。多摩美術大学教授、了徳寺大学学長を歴任。岩彩、箔、墨、コラージュ等、多彩な技法を駆使した21世紀を代表する日本画家のひとりである。

## 来歴
東京都中野区出身。愛知県名古屋市で育ち、愛知県立旭丘高等学校美術科、愛知大学法経学部卒業。
横山操に私淑し、1960年より青龍社展に出品。青龍社解散後は創画会を経て無所属で作品を発表していく。
ライフワークとなる「路」シリーズがスタートした30代後半には、新たな日本画を生み出そうとした日本画家の研究グループ「横の会」結成に参加。
40代には日本画家の登竜門である山種美術館賞展大賞受賞など著名な美術賞を総なめにする。
1994年、多摩美術大学の教授に就任。
1999年に発表した「印象派・ジャポニズムへの旅」は国内外で大変な話題を集め、2000年から2010年まで「文藝春秋」の表紙画を担当した。
2006年、多摩美術大学教授を退任し、了徳寺大学の学長に就任。2007年、了徳寺大学の学長を退任。
フランスのジヴェルニー印象派美術館やドイツのベルリン国立アジア美術館からの招聘等により展覧会が開催されるなど、国内のみならず海外でも活躍する。
2016年、順天堂大学国際教養学部の客員教授に就任。
2017年、母校の愛知大学より名誉博士号を授与される。愛知大学が名誉博士号を授与するのはこれが初である。
2021年4月、「詩情豊かな作品と、モネの作品との絶え間ない対話、そして芸術における日仏間の交流促進への貢献」が高く評価され、フランス政府芸術文化勲章シュヴァリエを受章。
その他、日本美術家連盟理事（2014年～2020年）、町立湯河原美術館名誉館長（2017年～）、美術文化振興協会評議員を務める。

## 人物
映画監督の小栗康平と交友があり、映画『眠る男』（1996年公開、群馬県制作）の制作に絵画担当として参加したことから、1998年に群馬県中之条町に「吾妻美学校」を設立。その後、2006年に神奈川県湯河原町の町立湯河原美術館に平松礼二館が設置されている。

## 賞歴
- 1979年、第1回中日大賞展大賞
- 1980年、第2回セントラル日本画大賞展優秀賞
- 1988年、第1回MOA美術館賞優秀賞
- 1989年、第10回山種美術館賞展大賞
- 1989年、紺綬褒章受章[5]
- 2000年、MOA美術館岡田茂吉賞大賞
- 2002年、第35回東海テレビ文化賞
- 2004年、第57回中日文化賞
- 2021年、フランス政府芸術文化勲章シュヴァリエ[2]

## 出演
- 日曜美術館「モネ 睡蓮にひたる」（2024年11月24日、NHK Eテレ）[10]